# Der letzte schöne Tag
Der letzte schöne Tag (en alemany El darrer dia bonic) és un telefilm alemany realitzat el 2011. La pel·lícula es va estrenar al Festival Internacional de Cinema de Hof de 2011 i es va emetre a Das Erste el 18 de gener del 2012.

## Sinopsi
L'anestesista Sibylle Langhoff viu una vida aparentment feliç amb el seu marit Lars i els seus dos fills Maike de 14 anys i Piet de 7 anys, però això és enganyós. La jove té depressió, ja no té ganes de viure.
En un dia assolellat deixa els seus fills amb uns amics i se'n va. L'endemà al matí el seu marit Lars, arquitecte paisatgístic, rep un missatge de retard de Sibylle i la troba morta en una clariana al bosc. Quan ho els explica als nens, al principi se senten profundament commocionats. Maike s'assabenta que la seva mare s'ha suïcidat, se'n retreu, però també comença a qüestionar-se l'amor que la mare tenia per ella. Busca un motiu i pensa que el seu pare tenia una relació amb la seva veïna Petra. Per la seva banda, a Piet se li diu que la seva mare només estava malalta, però sent rumors de suïcidi a l'escola i comença a imaginar-se la presència de la seva mare. Mentrestant, Lars i la seva germana Ruth preparen el funeral i reprimeixen la tristor.
Al funeral de Sibylle es desfermen els sentiments mentre Ruth llegeix un poema. Al mateix temps, Piet, s'amaga sota la taula dels seus avis, s'assabenta que la seva mare s'ha suïcidat. Quan després s'enfronta al seu pare i la seva germana i li pregunta la raó, tots dos pensen que realment no ho sabia.
Finalment, els tres tornen a la normalitat; Piet ja no posa quatre plats a la taula del menjador, sinó només tres.

## Repartiment
- Wotan Wilke Möhring ... Lars Langhoff
- Matilda Merkel ... Maike Langhoff
- Nick Julius Schuck ... Piet Langhoff
- Julia Koschitz ... Sybille Langhoff
- Lavinia Wilson ... Ruth
- Heide Simon ... mare de Sybille
- Natascha Paulick ... Petra
- Martin Armknecht ... Georg
- Gisela Keiner ... Mare de Lars
- Rainer Luxem ... Pare de Lars

## Producció
Amb el guió, l'autora Dorothee Schön va processar les seves pròpies experiències personals. La seva mare i la seva germana es van suïcidar en pocs anys. La pel·lícula va ser un encàrrec de Hager Moss Film per la WDR. Quan es va emetre per primera vegada a la sèrie Filmmittwoch im Ersten, la pel·lícula va arribar a 5,7 milions d'espectadors, cosa que corresponia a una quota de pantalla del 17,1 per cent.

## Premis
- Prix Italia 2012 al millor drama de televisió.[3]
- Premis Ondas 2012 al millor programa de televisió.[4]
- Deutscher Hörfilmpreis 2013[5]